# مگس‌گیر آبی پالاوان
مگس‌گیر آبی پالاوان (نام علمی: Cyornis lemprieri) نام یک گونه از سرده مگس‌گیرهای آبی است.